# Victor Arnautoff
Victor Mikhail Arnautoff (1896, Uspenovka, Le gouvernement de Tauride, alors dans l'Empire russe — 1979, Léningrad) est un peintre russe-américain et un professeur d'art qui  a travaillé à San Francisco de 1925 à 1963, y compris comme professeur à l'Université Stanford et était particulièrement prolifique comme muraliste pendant les années 1930. Il a été naturalisé citoyen américain, mais est retourné en Union soviétique après la mort de sa femme. Il est connu notamment pour la fresque City Life visible au rez-de-chaussée de la Coit Tower.

## Inspirations artistiques
Arnautoff est un militant communiste dont les œuvres s'inspirent des principes du réalisme socialiste. Il est l'élève de Diego Rivera auprès duquel il apprend la fresque. 

## Censure
Les 13 fresques murales d'Arnautoff à l'école secondaire George Washington, intitulées collectivement La Vie de Washington (en), ont fait l'objet de controverses depuis 1968 en raison de leur représentation d'esclaves et d'un amérindiens mort,:Ch. 11. Arnautoff a placé des esclaves et des travailleurs au centre de plusieurs de ses panneaux, plutôt que Washington, et selon le biographe Robert W. Cherny, « la peinture murale montre clairement que le travail forcé était la base économique de la plantation », époque où les cours d'histoire à l'école « ignoraient... que les fondateurs de la nation... possédaient d'autres êtres humains en tant que biens meubles ». De même, Arnautoff a placé le corps d'un Amérindien mort aux pieds d'un groupe de pionniers, « contestant ainsi le discours dominant selon lequel l'expansion vers l'ouest avait été sur un territoire en grande partie vierge, attendant le développement de son potentiel par les pionniers blancs »,: Ch. 7.
En juin 2019, le conseil scolaire de San Francisco décide de détruire l'œuvre en raison de son contenu jugé « offensant » pour les enfants noirs et natifs américains. Cette décision n'est pas encore exécutée et est l'objet de vifs débats,.